# Rip It Up
«Rip It Up» — песня американских композиторов Роберта Блэкуэлла и Джона Мараскалко, ставшая известной в исполнении Литла Ричарда в 1956 году. Версии песни также записывали Билл Хейли, Элвис Пресли и другие. Песня повествует о развлечениях субботнего вечера.

## Версия Литла Ричарда
«Rip It Up» Литла Ричарда вышла на сингле в июне 1956 года. Песня заняла 17-е место в общем американском хит-параде и 1-е место в хит-параде категории «ритм-энд-блюз» и вошла в альбом «Here’s Little Richard» (1957). В декабре 1964 года Ричард перезаписал песню на Vee-Jay Records для альбома «Little Richard’s Greatest Hits» (1965).

## Версия Билла Хейли
Билл Хейли и его группа The Comets выпустили сингл «Rip It Up» почти одновременно с Литлом Ричардом в 1956 году. Сингл занял 25-е место в американском хит-параде; именно в это время популярность Хейли в США стала падать и почти все последующие синглы занимали места всё ниже.

## Версия Элвиса Пресли
Элвис Пресли записал свою версию «Rip It Up» в начале сентября 1956 года. Песня была включена в альбом «Elvis», вышедший в октябре 1956 года на RCA Records.

## Другие версии
Песню записывало множество исполнителей, среди которых: Бадди Холли (1956), The Everly Brothers (1959), Чак Берри (1961), Ванда Джексон (1963, 2011), Джин Винсент, Джон Леннон (1975; в составе попурри) и другие.